# 제주 김녕굴과 만장굴
제주 김녕굴과 만장굴(濟州 金寧窟과 萬丈窟, 영어: Gimnyeonggul and Manjanggul Lava Tubes, Jeju)은 대한민국 제주특별자치도 제주시 구좌읍에 있는 용암 동굴이다. 1962년 12월 7일 대한민국의 천연기념물 제98호로 지정되었다. 김녕굴과 만장굴은 원래 하나의 굴이었으나 천장이 붕괴되면서 두 개로 나뉘었다. 주굴(主窟) 8,928m. 총 길이 13,268m. 지층은 신생대 제3기 말에서 제4기 초 사이에 형성된 표선리현무암층이다. 김녕사굴을 비롯해 해안까지 뻗어나온 김녕절굴 등 여러 개의 지굴(支窟)이 같은 용암동굴 계열로 확인되었다.

## 현지 안내문
제주 김녕굴과 만장굴은 제주도 동북쪽에 있는 거문오름 용암동굴계의 대표적인 동굴이다. 김녕굴과 만장굴은 원래 하나로 이어진 동굴이었으나 동굴 내부를 흐르던 용암에 의하여 중간 부분이 막히면서 분리된 것으로 판단된다.
만장굴은 총 연장이 약 7.4km, 최대 높이 23m, 최대 폭은 18m이며, 구간에 따라 2층 또는 3층 구조가 발달한다. 제주도에서 가장 규모가 크며 세계적으로도 큰 규모에 속한다. 용암동굴로는 드물게 동굴 내부의 구조와 형태·동굴의 미지형·동굴 생설물 등의 보존상태가 매우 양호하여 학술적 가치는 물론 경관적 가치도 대단히 큰 동굴로 평가된다.
김녕굴은 총 연장이 약 700m에 달하며 만장굴 하류 끝에서 약 90m 떨어져 있는 S자형 용암동굴이다. 높이 12m, 폭 4m에 이르며, 높이 약 2m의 용암폭포가 상류 끝 부분에 발달한다.
제주 김녕굴과 만장굴은 용암으로 이루어진 화산동굴이며, 화산동굴의 형성과정을 연구하는 학술자료로서 가치가 높아 천연기념물로 지정하여 보호하고 있다.
현재 김녕굴과 만장굴 일부 구간은 동굴 보호를 위해 공개제한지역으로 지정되어 있어 관리 및 학술 목적 등으로 출입하고자 할때에는 문화재청장의 허가를 받아 출입할 수 있다.

※ (제주 김녕굴 및 만장굴 → 제주 김녕굴과 만장굴)으로 명칭변경 (2021.07.26. 고시)

## 갤러리

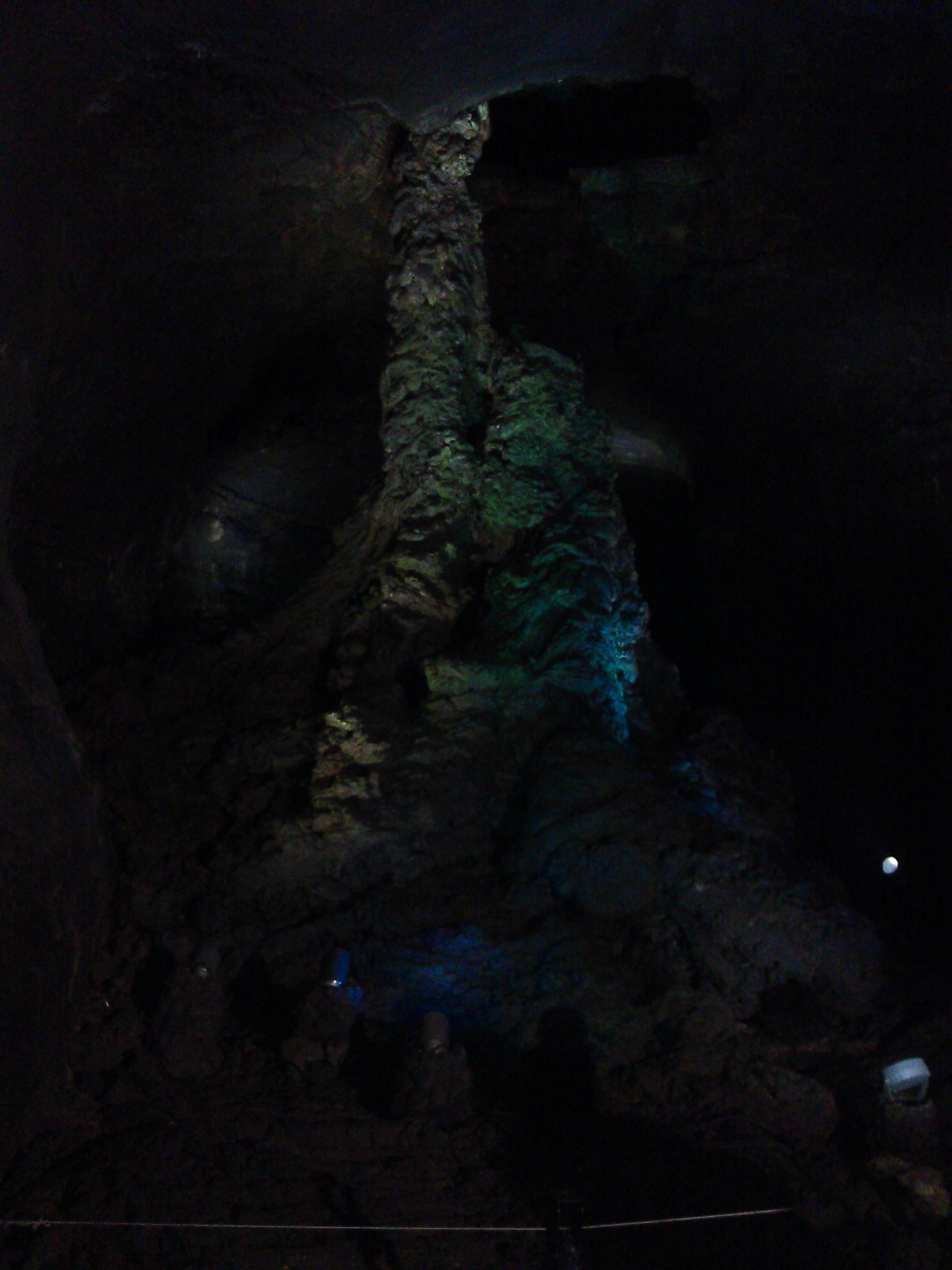
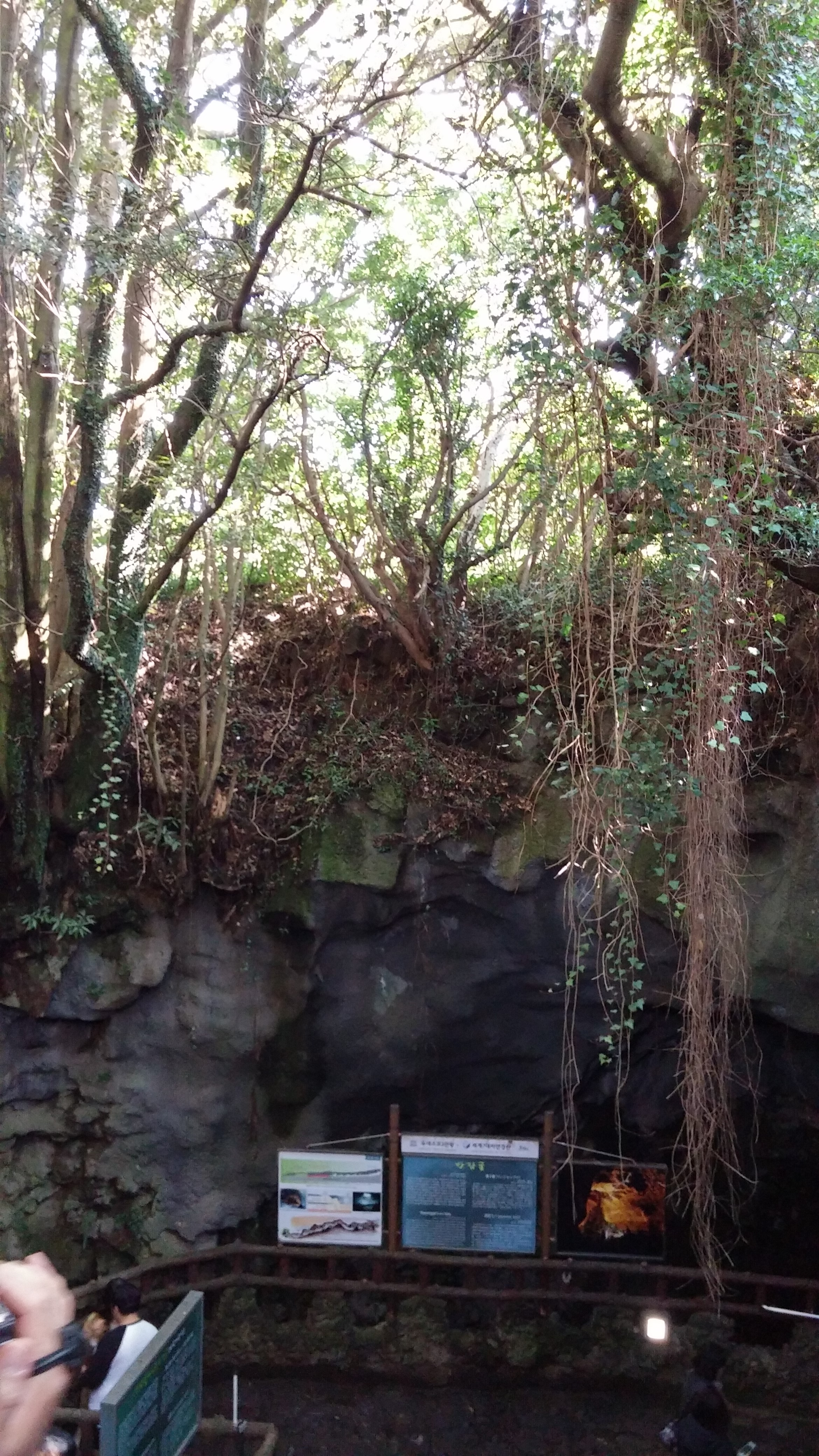
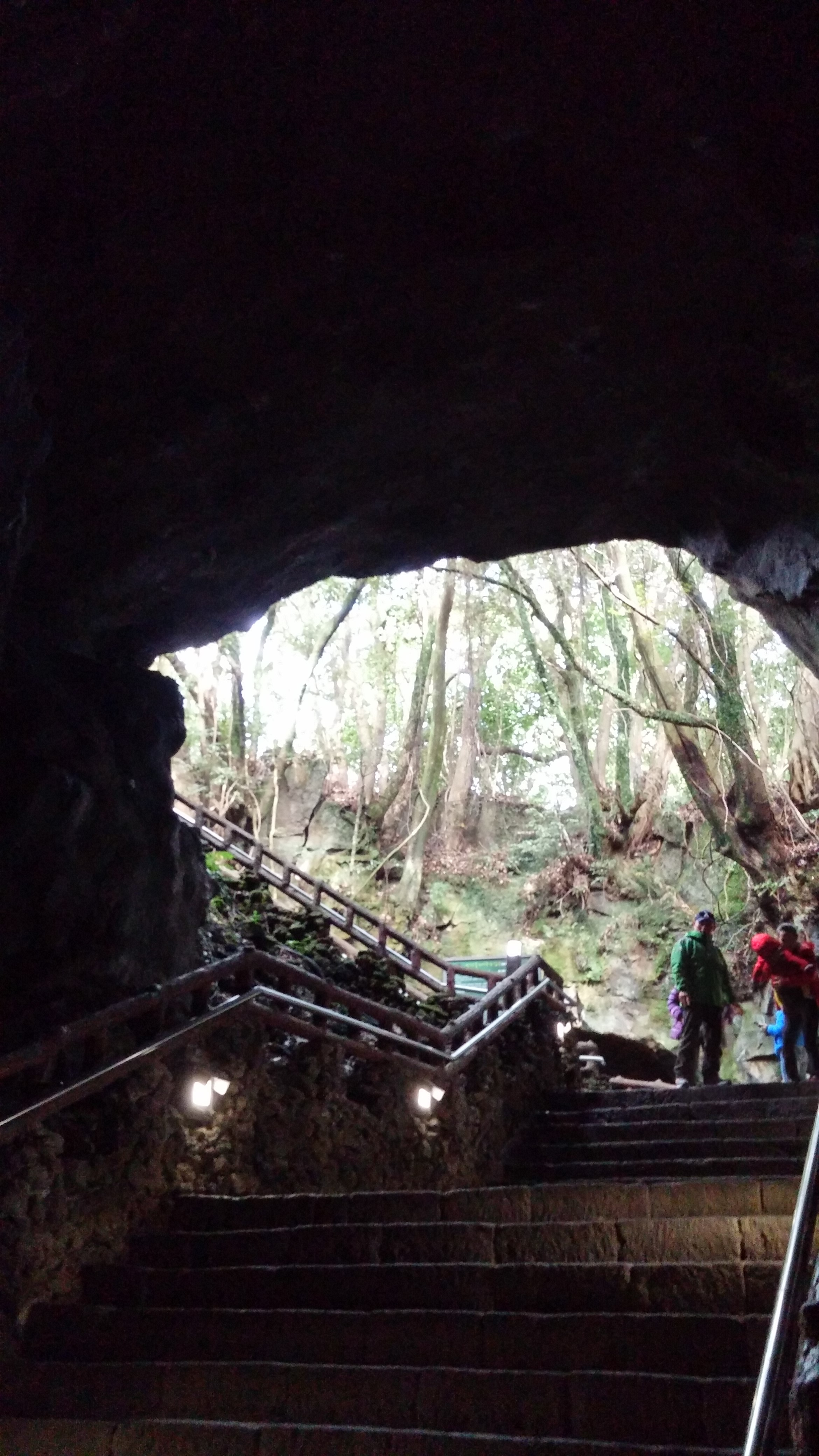
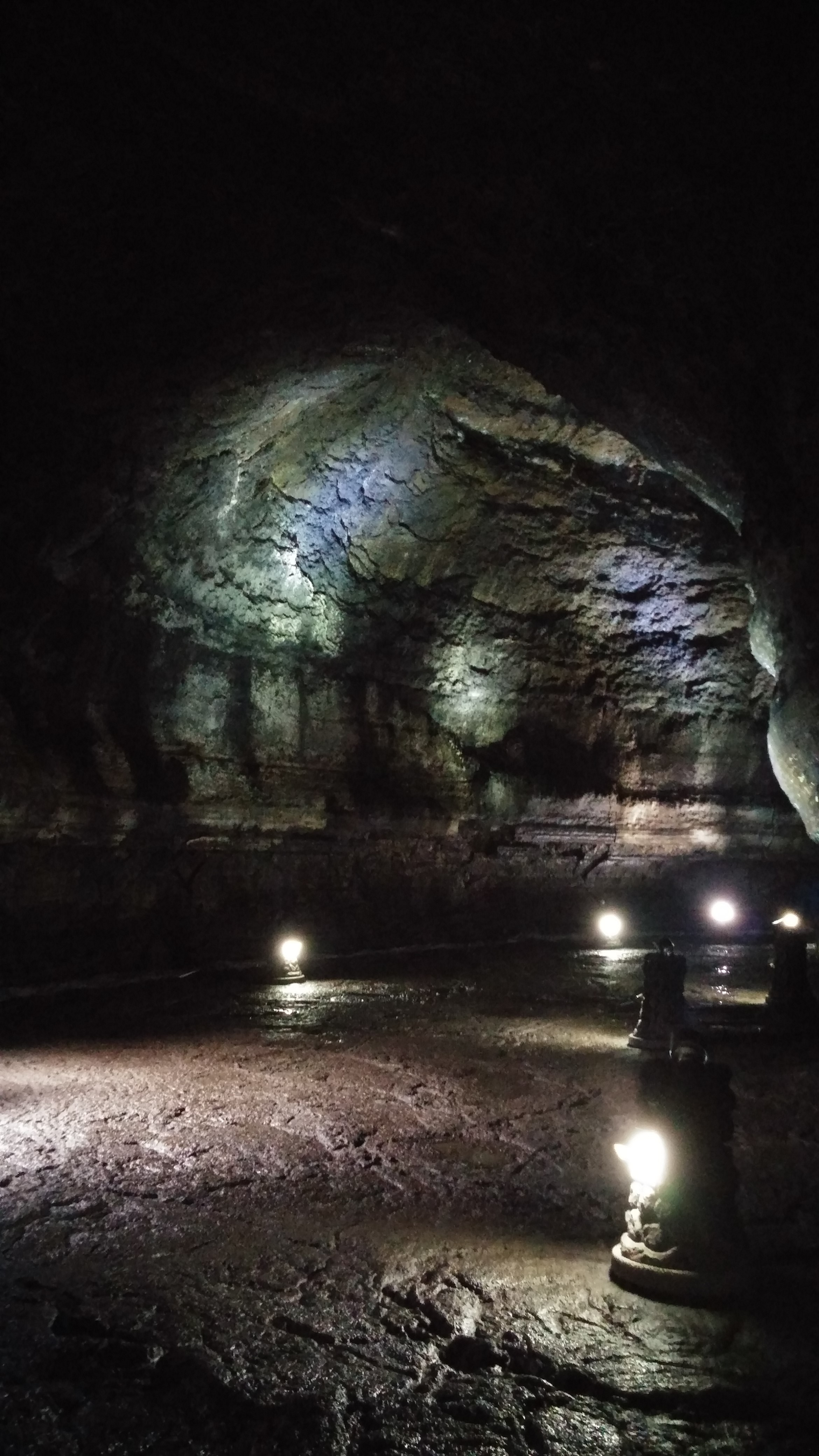
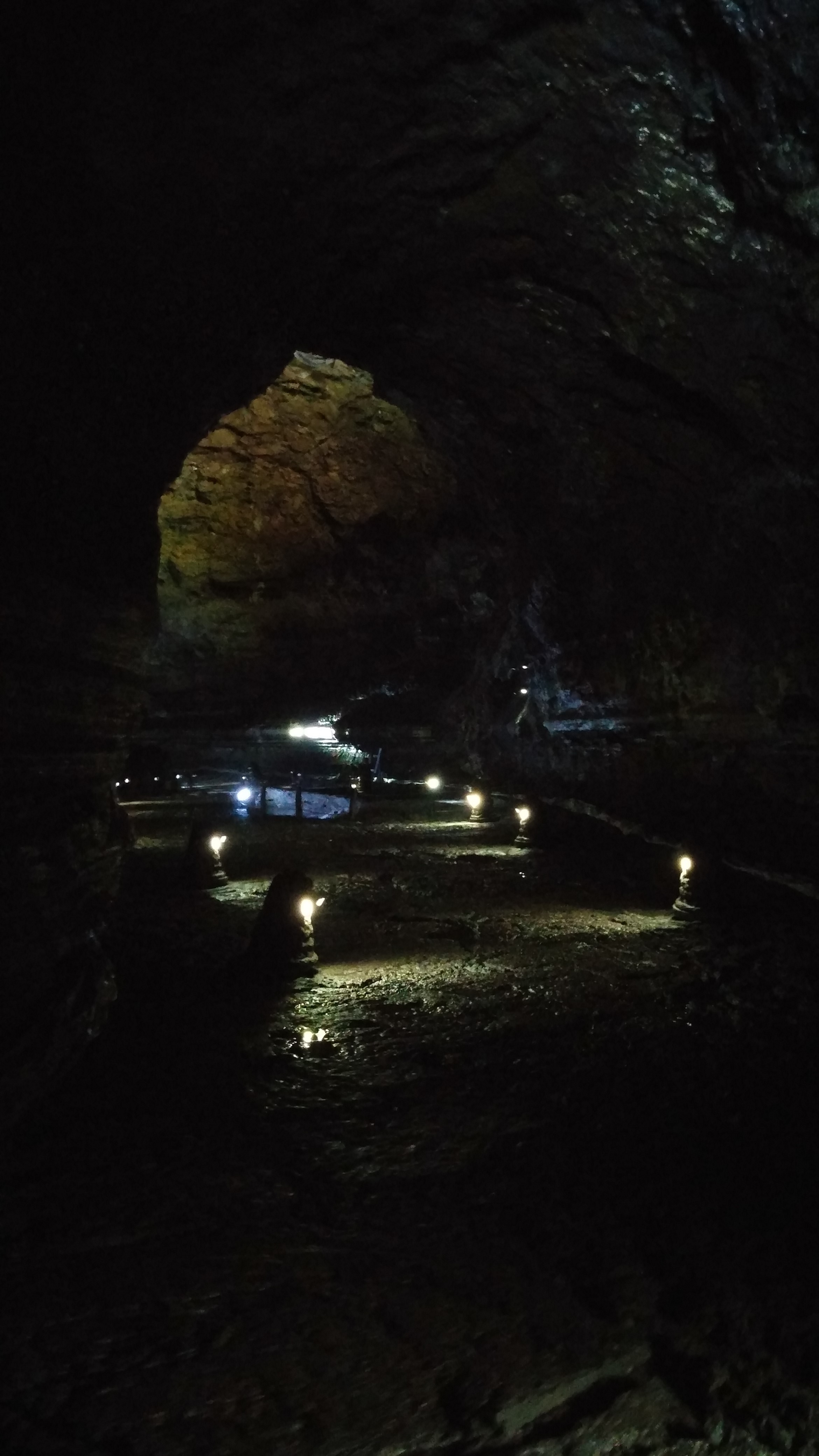
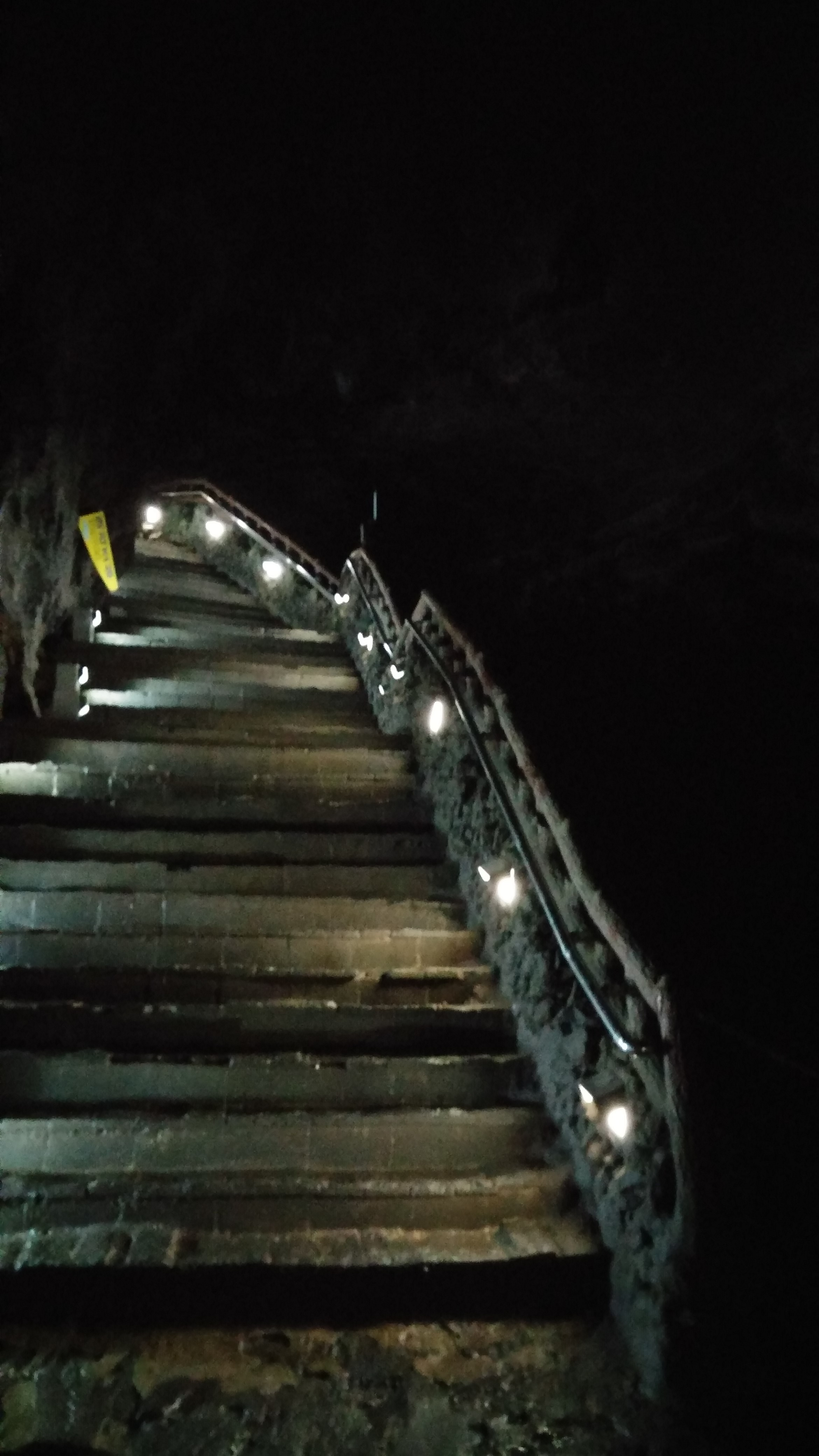
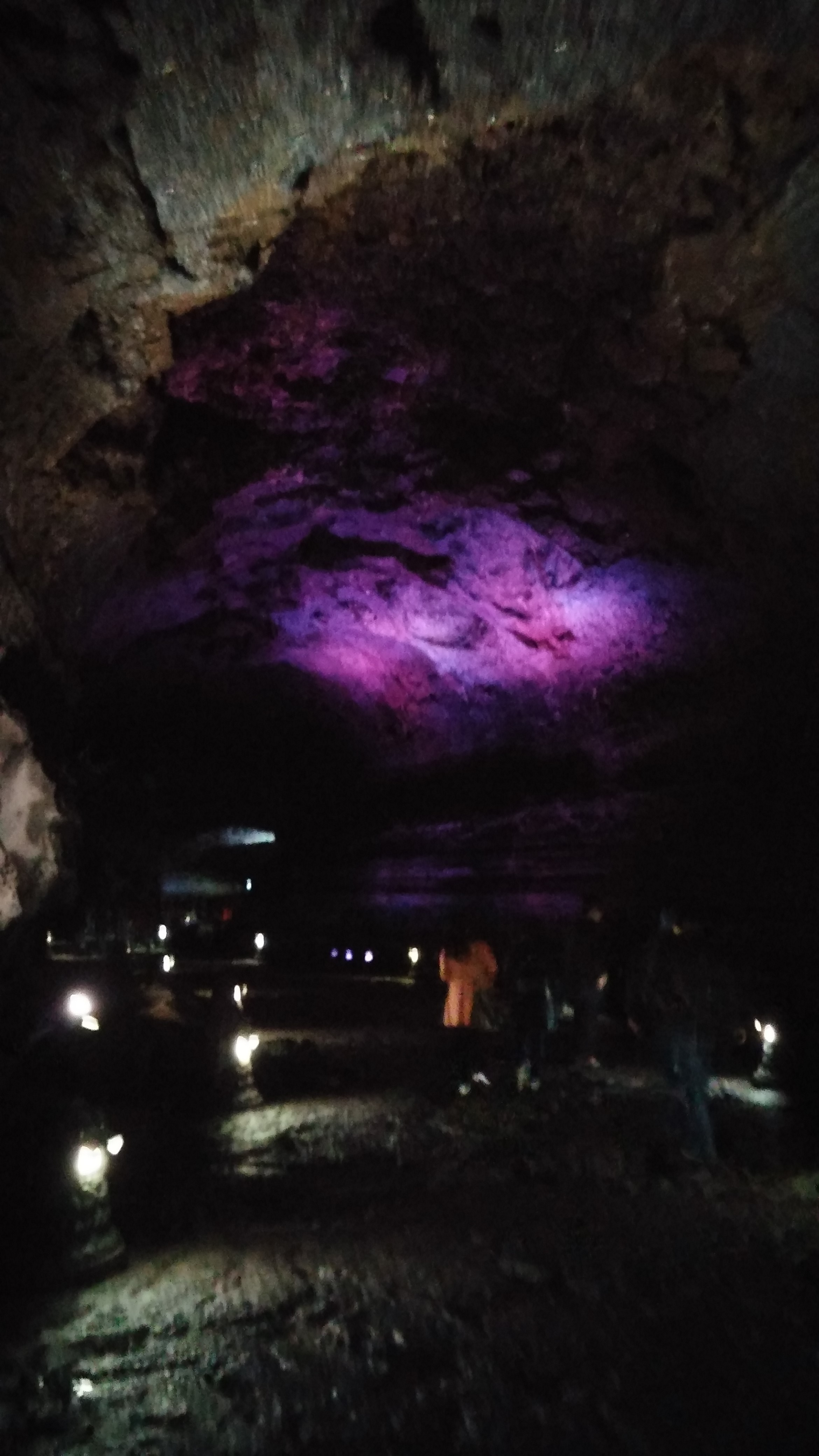

## 같이 보기
- 대한민국의 세계유산
- 제주 화산섬과 용암 동굴
- 성산일출봉
- 한라산
- 김녕굴·만장굴

## 참고 문헌
- 이 문서에는 다음커뮤니케이션(현 카카오)에서 GFDL 또는 CC-SA 라이선스로 배포한 글로벌 세계대백과사전의 내용을 기초로 작성된 글이 포함되어 있습니다.

## 참고 자료
- 제주 김녕굴과 만장굴 - 국가유산청 국가유산포털